# Малежик, Вячеслав Ефимович
Вячесла́в Ефи́мович Мале́жик (род. 17 февраля 1947, Москва) — советский и российский эстрадный певец, композитор, поэт, автор-исполнитель, гитарист и мультиинструменталист, заслуженный артист России (2004) Выступал в различных музыкальных коллективах, но наибольшую известность получил со своими сольными работами.

## Биография
Родился 17 февраля 1947 года в Москве. Отец, Ефим Иванович (настоящая фамилия — Милежик, но Малежиком он стал в результате ошибки паспортистки) работал шофёром (в том числе в посольстве Швеции), а мать, Нина Ивановна Малежик — учительницей математики, выходцы из крестьянских семей: отец — из-под Полтавы, мать из-под Тулы.
Окончил музыкальную школу по классу баяна, которая находилась в центре Москвы в доме культуры ГУВД Мосгорисполкома (дом № 47 по Новослободской улице). Первые концерты давал на баяне дома, в деревне на родине у матери и на свадьбах у знакомых.
В 1965 году поступил в МИИТ, посвятив дипломную тему кибернетическому синтезу в музыке. Карьеру певца начал в апреле 1967 года в группе «Ребята», с Юрием Валовым, Александром Жестырёвым (ударные) и Николаем Воробьёвым (бас).
С конца 1969 года — вокалист и гитарист в группе «Мозаика» с Юрием Чепыжовым (клавишные), Ярославом Кеслером (бас-гитара), Валерием Хабазиным (гитара) и Александром Жестырёвым (ударные). Песни, сочинённые Вячеславом Малежиком и другими музыкантами группы с 1963 по 1972 год, были записаны в 2015 году и вышли в альбоме «Навсегда».
С января 1973 года по июнь 1975 года — солист ансамбля «Весёлые ребята», с 1975 года — солист ВИА «Голубые гитары».

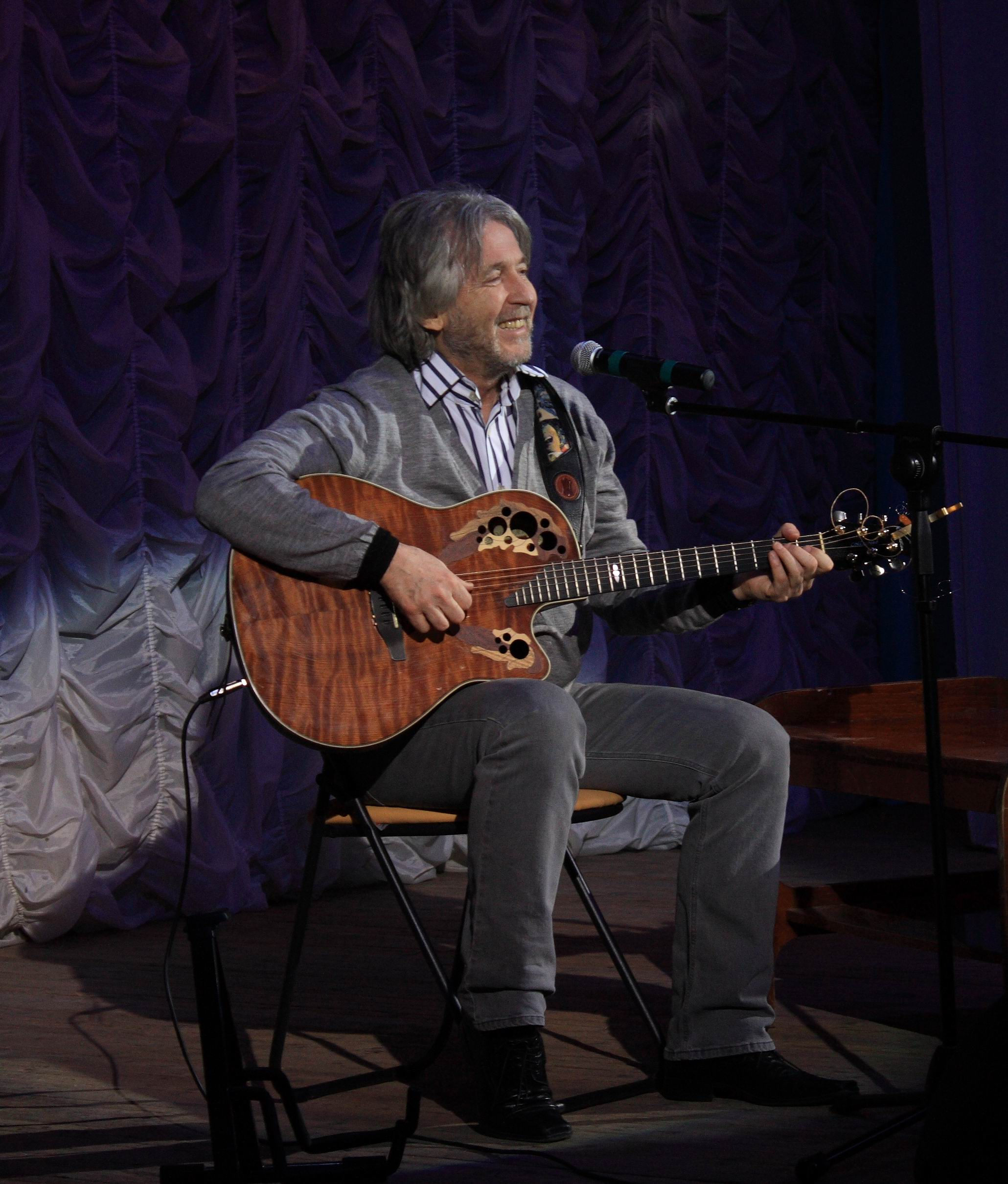
Вячеслав Малежик в Северодвинске 4 марта 2010

С 1977 года по 26 ноября 1986 года — в составе ансамбля «Пламя». В эти годы начал писать и записывать свои песни. Первую известность ему принесла песня «Двести лет» в 1982 году (записана с ансамблем «Пламя»).
В 1986 году прибыл в расположение 66-й ОМСБр 40-й армии под город Джелалабад (ДРА) и давал концерты до последнего зрителя, из тех, кто находился в нарядах, или боевых действиях, вместе с балетом, состоявшим из 5—7 танцовщиц.
В 1985 году Вячеслав Малежик ездил в Ленинград, чтобы записать четыре песни с Николаем Караченцовым для фильма-концерта «Один за всех!» - «Удача», «Кружится сентябрьский лист», «Цепи любви» и «Иди навстречу» («Я верю!»).
Первый сольный магнитоальбом «Саквояж» (так с 1986 года стала называться его группа) выпустил в 1984 году. В 1987 году на фирме «Мелодия» вышел первый диск-гигант «Кафе „Саквояж“», разошедшийся тиражом 2 миллионов экземпляров. Наибольшая популярность певца приходится на 1985—1989 годы. Малежик много сотрудничал со Всесоюзной студией СПМ Рекорд, выходил в финал Фестивалей «Песня года» (в 1988 году — с песней «Смолоду», в 1989 году — «Провинциалка»), выступал с многочисленными гастролями по стране и за рубежом. Стал известен как ведущий программы «Шире круг» (в 1986—1991 годах, в основном — с Екатериной Семёновой), где исполнил ряд своих песен (в том числе впервые на телевидении — «Острова» (в передаче 30 декабря 1986 года), «Недавно и давно» (8 марта 1987 года), «Туман в декабре» (30 декабря 1988 года) и другие).
В 2000 году участвовал в Фестивале «Песня года» в номинации «песни века» с песней «Двести лет».
Состоялись юбилейные концерты певца: в 2002 году в ГКЗ «Россия», 16 февраля 2007 года в Государственном Кремлёвском дворце (с участием Юрия Антонова, Александра Градского, Нани Брегвадзе и других).
В 2007 году снова принял участие в Фестивале «Песня года» в номинации «Юбилей любимых песен» с песней «Провинциалка».
Его песни исполняют Николай Караченцов, Валерий Леонтьев, Ирина Понаровская, ансамбль «Синяя птица», Альберт Асадуллин, Вадим Казаченко, Катя Семёнова, Ярослав Евдокимов, Дмитрий Прянов.
В 2012 году Вячеслав Малежик предстал перед своими читателями в новом амплуа писателя. Вышла в свет первая книга музыканта «Понять. Простить. Принять» издательства «Зебра-Е» и «Аргументы недели». В книге собраны произведения Малежика, а также воспоминания юности. В 2013 году выходят следующие книги «Портреты и прочие художества» (издательство «Аргументы недели») и «Снег идёт 100 лет…» (издательство «Аргументы недели»). На вопрос: «Автобиография ли это?» Малежик ответил так: «Скорее, это биография парней и девчонок моего поколения. И те читатели, чья молодость пришлась на вторую половину второй половины XX века, я думаю, согласятся со мной, узнав себя в героях моих рассказов…» В книге также опубликованы стихи Вячеслава Малежика, написанные им в разные годы.
17 февраля 2017 состоялся юбилейный концерт Вячеслава Малежика в Государственном Кремлёвском Дворце. В этом концерте принимали участие Сергей Трофимов, Алёна Апина, ВИА «Ялла», ВИА «Самоцветы». Летом того же года телеверсия концерта была показана по Первому каналу.
Весной 2017 года внесен в базу сайта «Миротворец».
19 июля 2021 года Вячеслав Малежик принял участие в гала-концерте фестиваля «Славянский базар» в Витебске.
В августе 2021 года Вячеслав Малежик написал песню «Домик на Вернадском», посвящённую семье Тургеневых, в которой в 1980-е годы Вячеслав Малежик проводил время.
К настоящему времени Малежиком выпущено более 30 альбомов. Наиболее известные песни — «Двести лет», «Попутчица», «Мозаика», «Туман в декабре», «Подарок», «Острова», «Провинциалка». Песню «Ванятка» Малежик посвятил своему младшему сыну.
Летом 2022 года поддержал военное вторжение на Украину.
Осенью 2022 года стал участником 3-го сезона шоу «Суперстар! Возвращение» на телеканале «НТВ».
18 февраля 2023 года принял участие в шоу «Секрет на миллион» на телеканале «НТВ».

## Семья
- Жена — Татьяна Алексеевна Малежик (род. 18 декабря 1954) — бывшая актриса, отказалась от карьеры ради семьи, родом из Донецка, в браке с 1977 года.
  - Сын — Никита Малежик (род. 1977), окончил экологический факультет Университета дружбы народов. Имеет также экономическое образование.
  - невестка Ольга.
    - внучка Лиза (род. 2003).
    - внучка Катя (род. 2009).

  - Сын — Иван Малежик (род. 1990), учился на факультете продюсерства и экономики, на кафедре продюсерского мастерства во ВГИКе, стал музыкантом, бывший фронтмен группы Weloveyouwinona[8][8][9].

## Дискография
магнитоальбомы:
- 1985 — Саквояж
- 1985 — Ностальгия
- 1985 — Чёрный рынок
- 1986 — Меню кафе «Саквояж»
- 1987 — Верблюд
- 1989 — Стоп-кадр
- 1993 — «Саквояж» Альбом 1 («Союз»)
- 1993 — «Саквояж» Альбом 2 («Союз»)

виниловые пластинки:
- 1987 — Кафе «Саквояж» (LP)
- 1988 — Верблюд (LP)
- 1989 — Улочки-переулочки… (LP)
- 1990 — Друля в маринаде (SP)
- 1991 — Стоп-кадр (LP)

альбомы:
- 1993 — Туман в декабре
- 1994 — Мадам
- 1995 — Любимые песни нашей компании
- 1995 — Ночь, ты и я
- 1995 — Право на риск
- 1996 — Двести лет
- 1997 — В новом свете
- 1997 — Коллекция лучших песен
- 1998 — Песни под гитару
- 2000 — Квартал 32-33
- 2001 — Имена на все времена
- 2001 — Мозаика
- 2002 — Антология Ненавязчивых Наблюдений Артиста
- 2002 — …Лучшее
- 2003 — Яблоки падают
- 2003 — Grand collection
- 2003 — Вечерняя коллекция
- 2004 — Домашняя работа
- 2004 — Варшавский вечер
- 2004 — Иван нам ба ван
- 2005 — Вальс при свечах
- 2005 — Я заблудился в тебе
- 2005 — Варшавский вечер (минусовки)
- 2007 — Мосты
- 2007 — Кафе «Саквояж» (цифровая реставрация)
- 2007 — Музей воспоминаний
- 2007 — Любовь-река
- 2007 — На память
- 2007 — На одном дыхании (совместно с Игорем Воронцовым)
- 2008 — Здравствуй
- 2008 — Концерт для своих (интернет-издание)
- 2009 — Французский роман
- 2010 — Чудо-Птица
- 2011 — Вечер встречи (часть 1)
- 2011 — Вечер встречи (часть 2)
- 2012 — Вечер встречи (часть 3)
- 2012 — Жить, чтобы любить
- 2012 — Grand collection
- 2013 — Попутчица (песни на стихи Ю. Ремесника)
- 2014 — Любимые песни наших родителей (интернет-издание)
- 2014 — ВИА «Малежик»
- 2014 — Ночь в Сан-Франциско (интернет-издание)
- 2014 — Полезные ископаемые (группа «Мозаика», запись 1972 г., интернет-издание)
- 2015 — Над Питером (интернет-издание)
- 2015 — Навсегда (группа «Мозаика», интернет-издание)
- 2016 — Люди встречаются (группа «Люди встречаются»)
- 2018 — Альбом
- 2018 — ВячесLove
- 2019 — Октябрь
- 2020 — Чайки
- 2020 — Марина
- 2021 — Как живёте-можете?!
- 2022 — По-приятельски

## Известные песни
- «Попутчица»
- «Провинциалка»
- «Мозаика»
- «200 лет»[11]
- «Всё таки я не прав»
- «Каштановый париж»
- «Мадам»
- «Лилипутик»
- «Любите сказки»
- «Недавно и давно»
- «Любовь-река»
- «Туман в декабре»
- «Верните мне лето» (дуэт с Катей Семёновой)
- «Подарок»
- «Гадание»
- «Острова»
- «Ты мне нравишься»
- «У тебя сегодня свадьба»
- «Смолоду»
- «Дорога»
- «Соковыжималка»
- «Париж»
- «Вера»
- «Ноябрь»
- «В Питере снег»
- «Душа моя жива»
- «Палмали»

## Песни Малежика в исполнении других артистов
- «Картина любви» (слова Николая Денисова), исполняют Павел Смеян и Наталья Ветлицкая
- «Удача» (слова Павла Хмары), исполняет Николай Караченцов
- «Цепи любви» (слова Вячеслава Малежика), исполняет Николай Караченцов
- «Сентябрь» (слова Сергея Таска), исполняет Николай Караченцов
- «Я верю!» (слова Михаила Танича), исполняет Николай Караченцов
- «Полина» (слова Юрия Ремесника), исполняет Ярослав Евдокимов
- «Загляните на Гаити» («Порт-о-Пренс») (слова Михаила Танича), исполняет Валерий Леонтьев
- «Дудочка» (слова Анны Ахматовой), исполняет Варвара
- «Камышовый рай» (слова А. Кудрявцева), исполняет Евгений Фионов
- «Я вас люблю» (слова Александра Смогула), исполняет Евгений Фионов
- «Зима, зима» (слова Вячеслава Малежика), исполняет Слава Медяник
- «Ты мне нравишься», исполняет Юлиан, ансамбль «Ялла»
- «Без тебя», исполняет Юлиан
- «Жизни не хватит», исполняет Олег Завьялов
- «Скорый поезд», исполняет Олег Завьялов
- «Не заладилось», исполняет Олег Завьялов
- «Золотая» (шуточная песня на стихи Ю. Ремесника), исполняет Вадим Казаченко
- «Так бывает» (на стихи Юрия Ремесника), исполняет Дмитрий Прянов
- «Потерялись мы с тобой» (муз. Дмитрий Прянов, сл. Вячеслав Малежик), исполняет Дмитрий Прянов

## В кино
- Роль кардиохирурга Марюса Забелло в криминальном сериале «Погоня за прошлым»[12].
- Эпизодическая роль в фильме «Она не могла иначе»